# El Carrizal, Acaponeta
El Carrizal är en ort i Mexiko.   Den ligger i kommunen Acaponeta och delstaten Nayarit, i den centrala delen av landet, 700 km nordväst om huvudstaden Mexico City. El Carrizal ligger 1 725 meter över havet och antalet invånare är 105.
Terrängen runt El Carrizal är huvudsakligen kuperad, men åt nordväst är den bergig. Runt El Carrizal är det ganska glesbefolkat, med 22 invånare per kvadratkilometer. Närmaste större samhälle är El Riíto, 11,1 km nordväst om El Carrizal. I omgivningarna runt El Carrizal växer huvudsakligen savannskog.